# Tlahuanapa
Tlahuanapa är en ort i Mexiko.   Den ligger i kommunen Papantla och delstaten Veracruz, i den sydöstra delen av landet, 210 km nordost om huvudstaden Mexico City. Tlahuanapa ligger 95 meter över havet och antalet invånare är 747.
Terrängen runt Tlahuanapa är huvudsakligen platt, men österut är den kuperad. Runt Tlahuanapa är det ganska tätbefolkat, med 72 invånare per kvadratkilometer. Närmaste större samhälle är Poza Rica de Hidalgo, 16,7 km nordväst om Tlahuanapa. Omgivningarna runt Tlahuanapa är en mosaik av jordbruksmark och naturlig växtlighet.